# Augochlora alcyone
Augochlora alcyone är en biart som beskrevs av Smith 1879. Augochlora alcyone ingår i släktet Augochlora och familjen vägbin. Inga underarter finns listade.